# Chemin de fer Matadi-Kinshasa
|

La ligne de chemin de fer Matadi-Kinshasa fut construite de 1890 à 1898 entre le port de Matadi, dans le Bas-Congo et Kinshasa (Léopoldville à l'époque). Sa longueur est de 366 kilomètres et elle est exploitée par l'Office national des Transports (alors ONATRA). 

## Historique
Depuis les années 1880, l'exploration puis l'exploitation du territoire du Congo par l'État indépendant du Congo étaient réalisées en profitant du réseau hydrographique du fleuve. Mais, entre Matadi et Kinshasa, le fleuve n'était pas navigable à cause de la présence des chutes Livingstone, puis des chutes d'Inga, qui se succèdent sur 300 kilomètres. Le transport se faisait dès lors par portage, système peu efficace et qui était devenu dangereux en raison de l'augmentation des charges et des cadences de transport de marchandises. Le portage était également extrêmement meurtrier pour les porteurs eux-mêmes, esclaves ou population locale enrôlée de force. On décida alors de construire une ligne de chemin de fer sur ce parcours.

### Projet
La Compagnie du Congo pour le Commerce et l'Industrie (CCCI) fut fondée le 27 décembre 1886 par devant Maîtres Van Halteren et Van Bevere, notaires à Bruxelles (Moniteur du 4 janvier 1887). L'assemblée générale constitutive eut lieu le 9 février 1887 au Palais de la Bourse. 
Deux ans plus tard, le 31 juillet 1889, fut créée sa filiale la Compagnie du chemin de fer du Congo (CCFC). 

### Construction

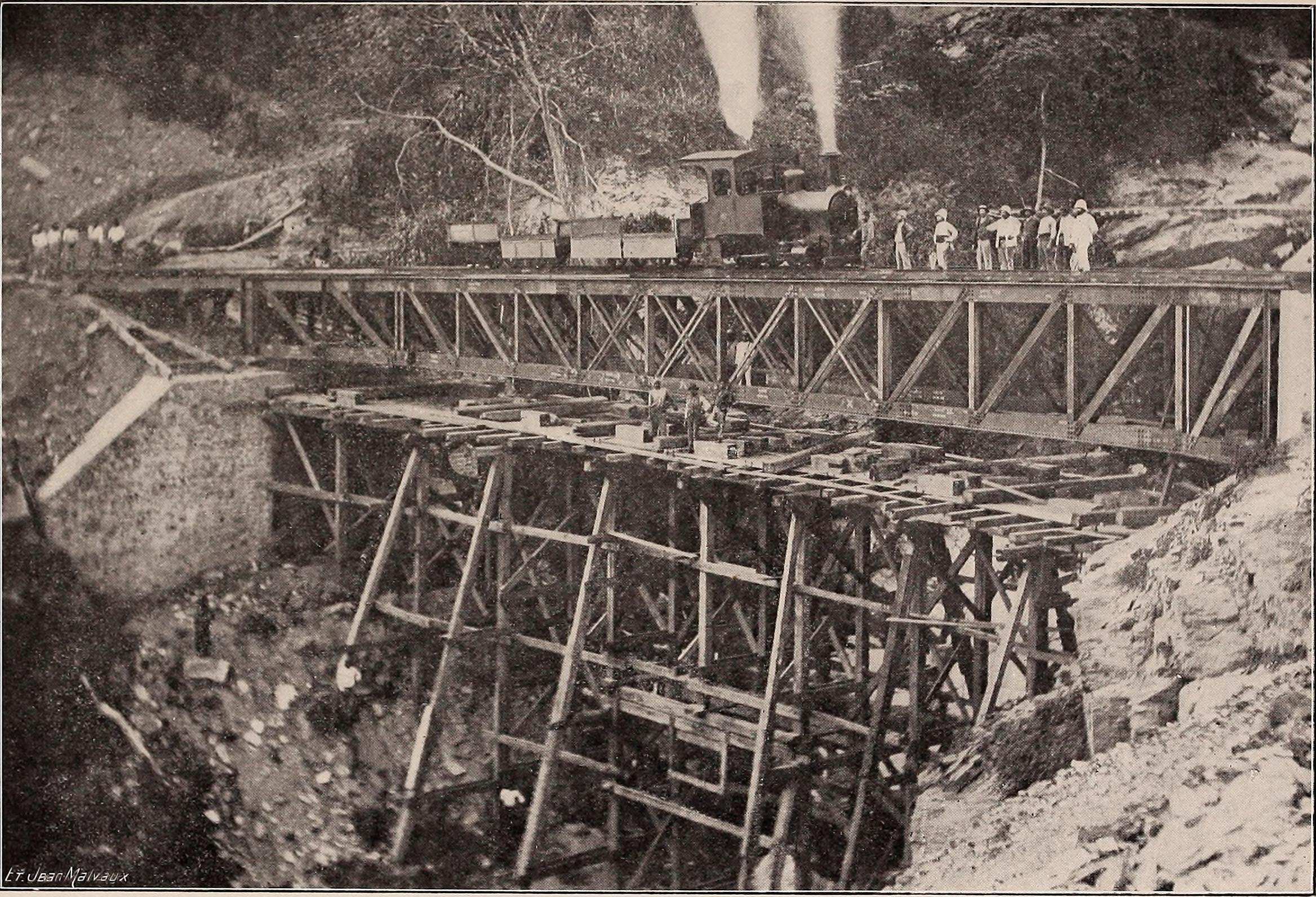
Construction d'un pont métallique

Les travaux de construction de la ligne entre Matadi et le Stanley Pool sont dirigés par Albert Thys qui donne son nom à l'une des étapes, Thysville (Mbanza-Ngungu). Ils débutent avec les premiers coups de pioche le 15 mars 1890.
La principale difficulté fut de permettre à la ligne de chemin de fer de sortir des gorges du Congo, par le canyon de la rivière M’pozo, puis le passage par les monts de Cristal. Passés les premières dizaines de kilomètres, la construction ne présenta pas de difficultés particulières à travers les plaines des plateaux du Bas-Congo. La voie gagne la capitale en empruntant les vallées de la Lukaya et de la Ndjili jusqu'au fleuve. La ligne s'étend sur 388 km, elle compte 99 ponts métalliques et 1 250 acqueducs d'acier. Elle est inaugurée le 6 juillet 1898.

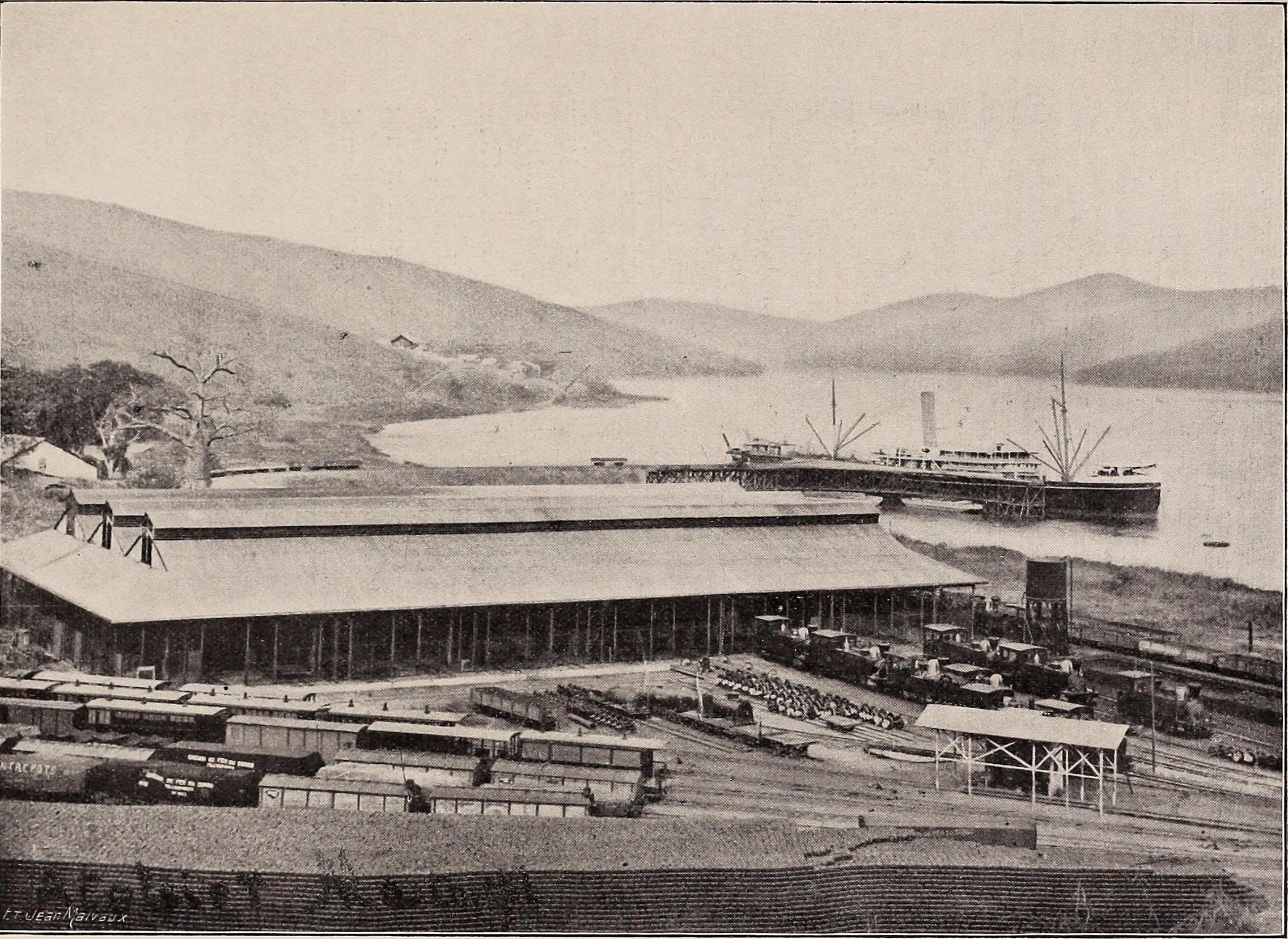
Ateliers à Matadi
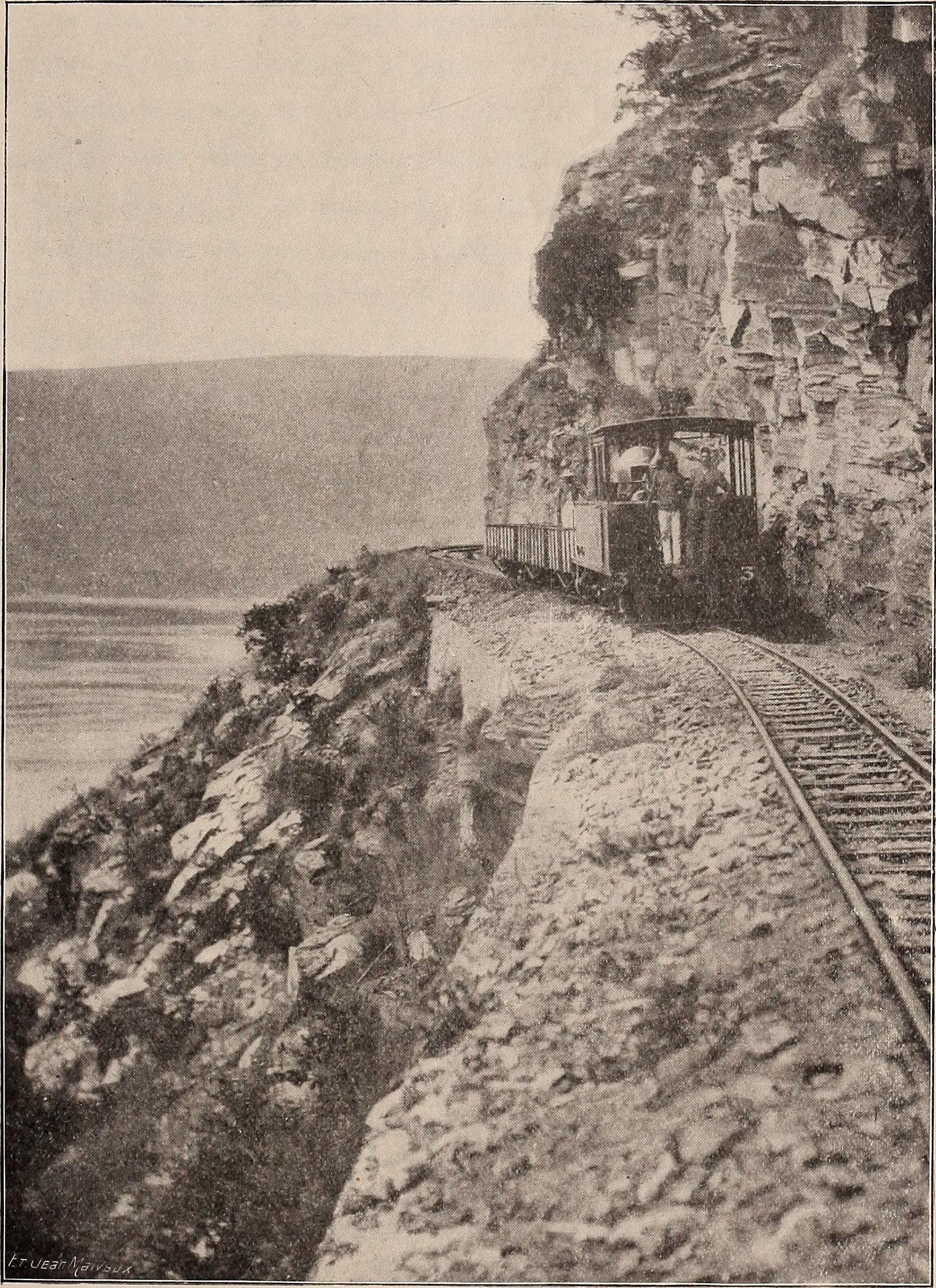
Rives du fleuve Congo
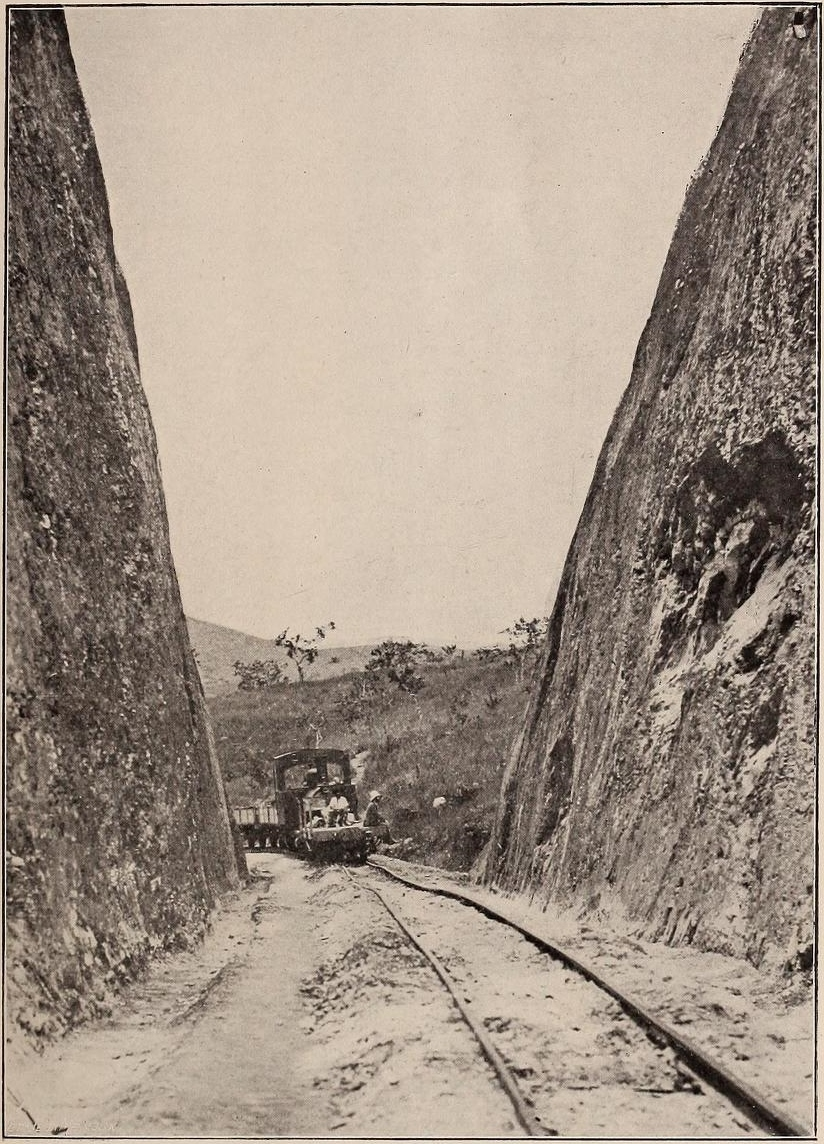
Tranchée km 18
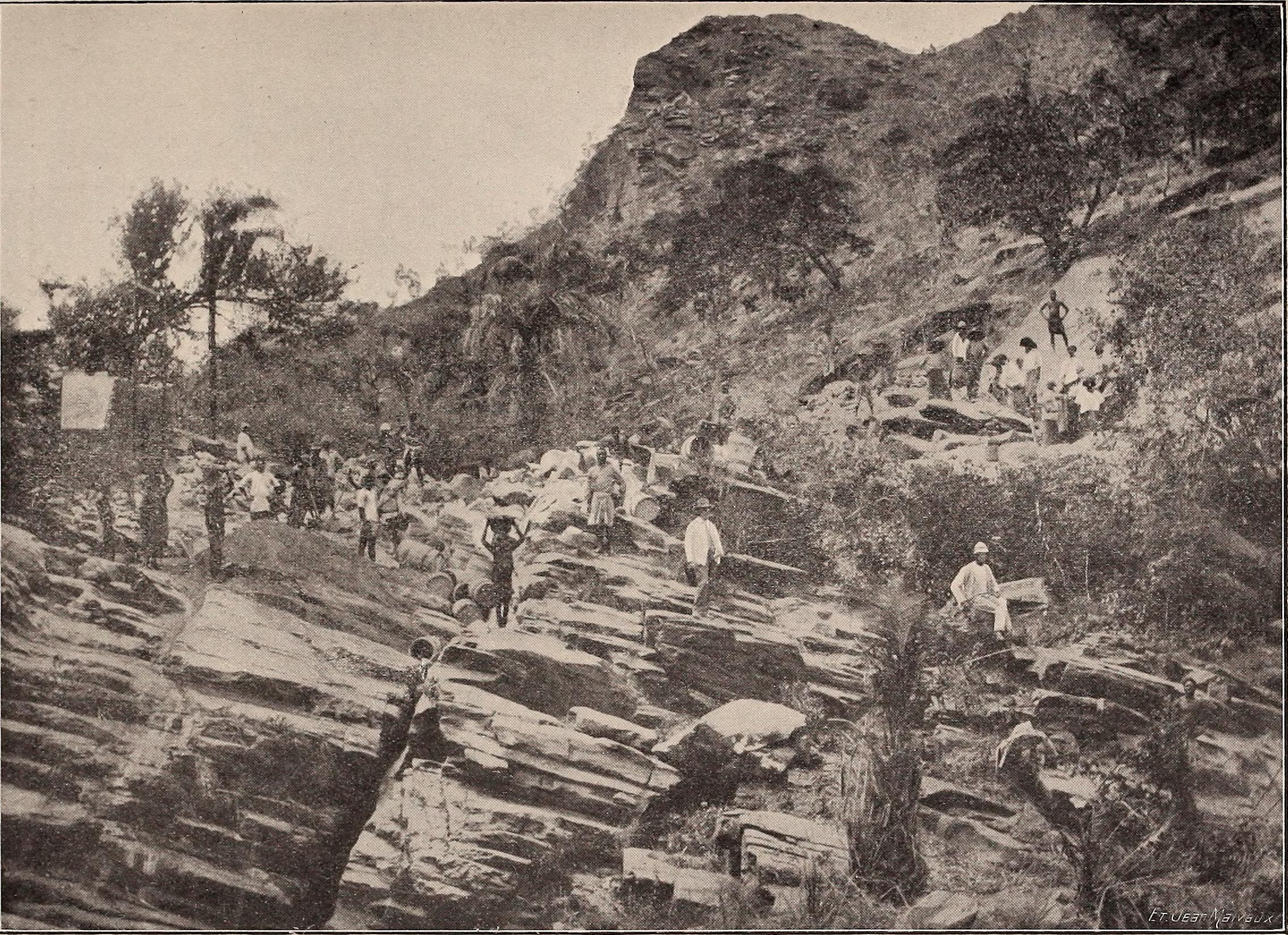
Terrassement
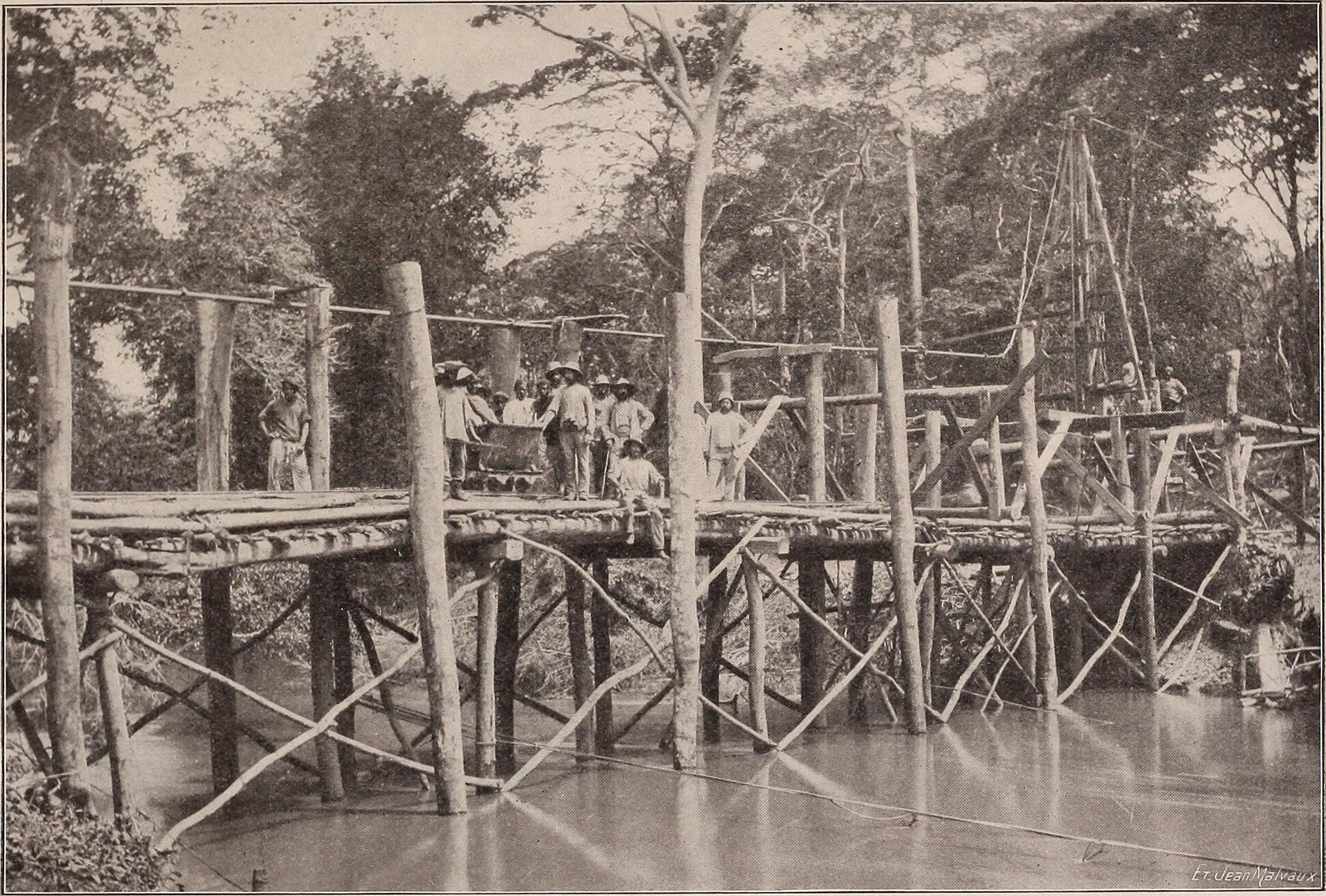
Estacade provisoire en bois
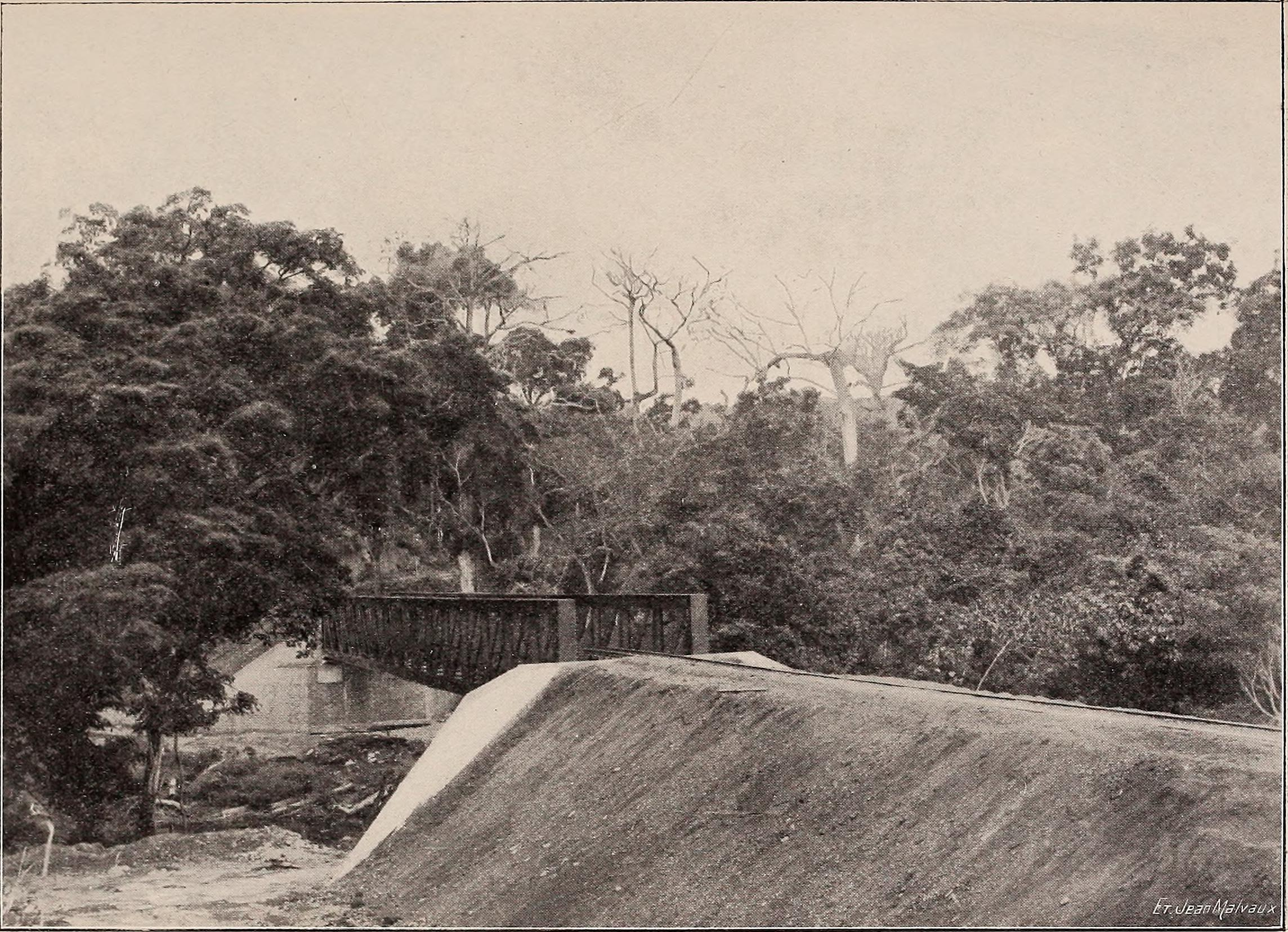
Franchissement par pont métallique
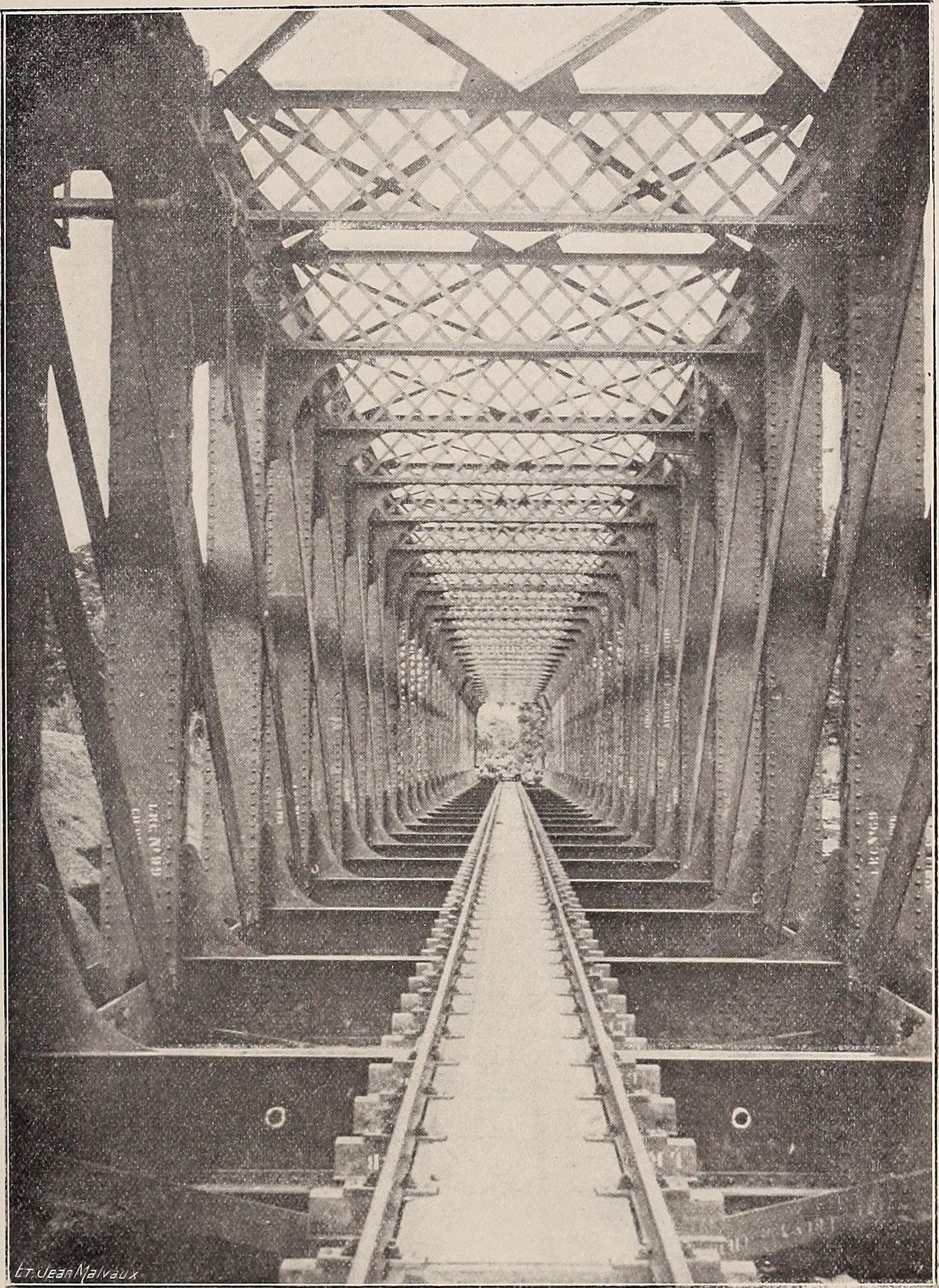
Pont métallique
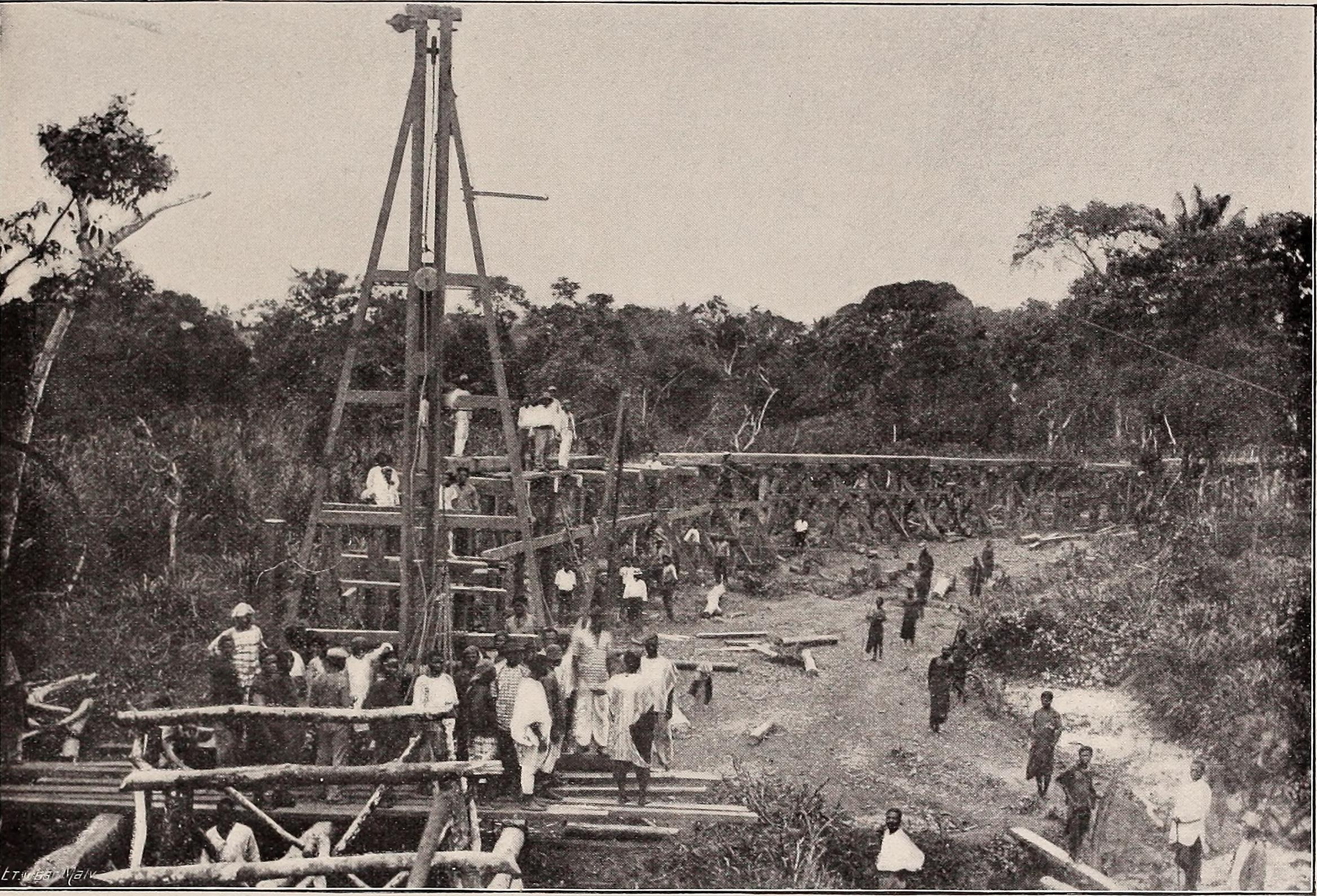
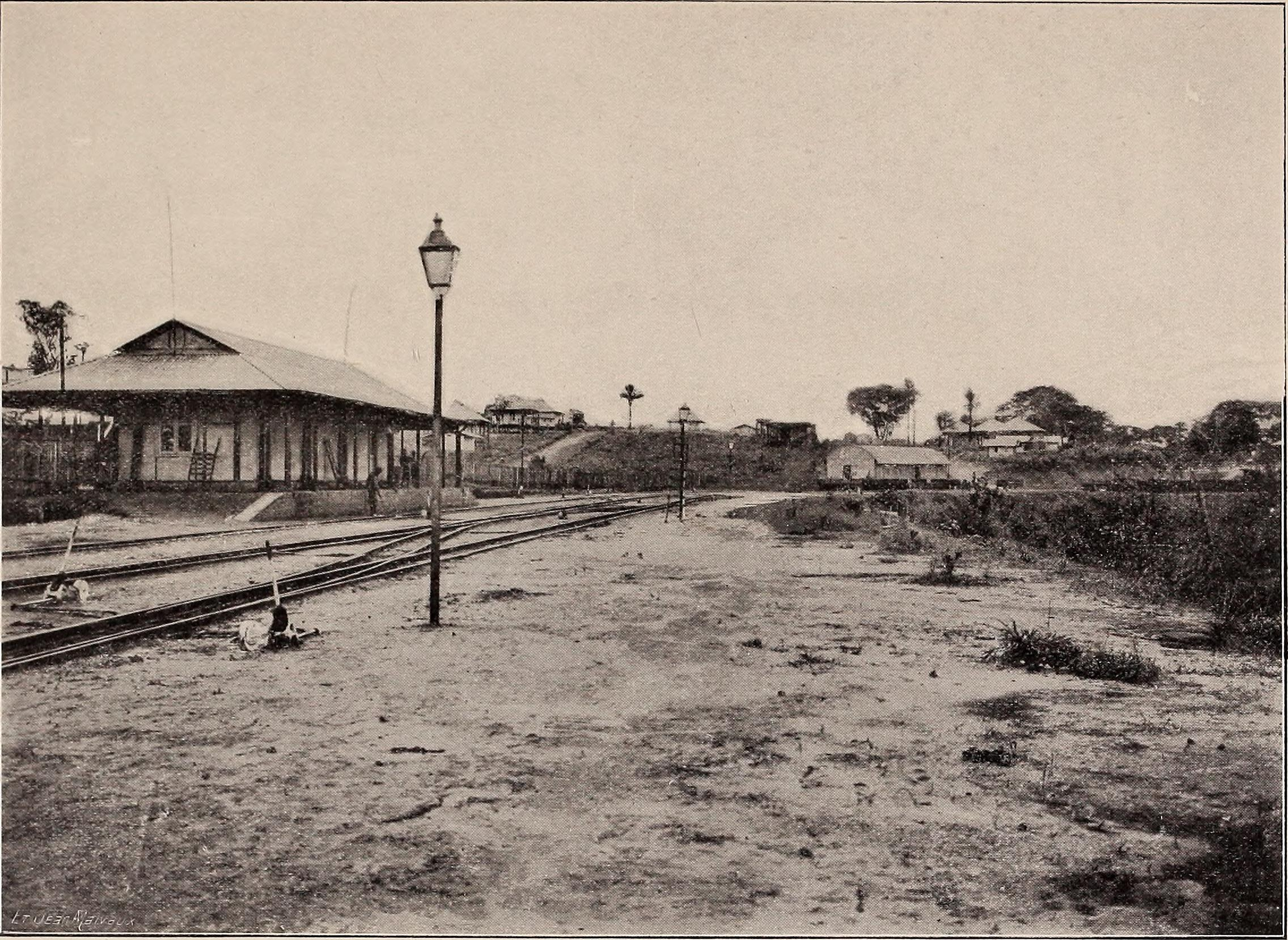
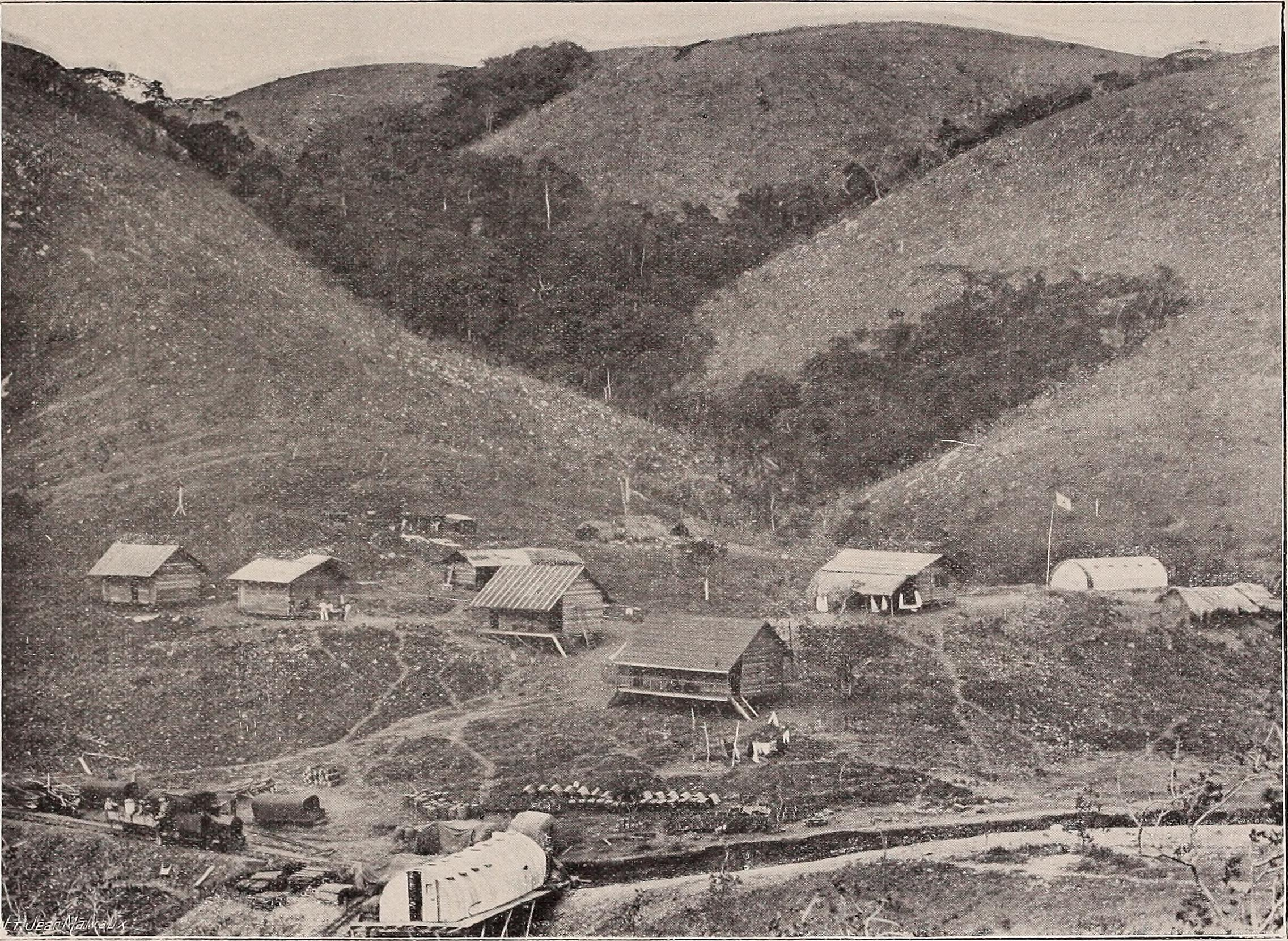
Campement

### Conditions de vie et bilan humain

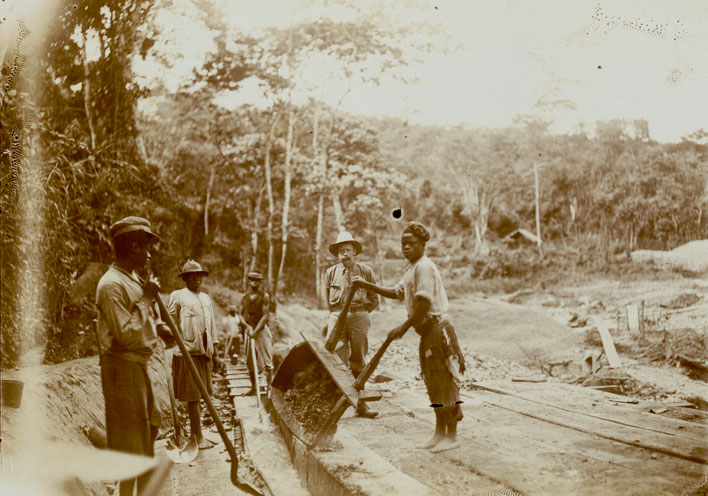
Ouvriers construisant le chemin de fer (vers 1890)

Les conditions de vie pendant la construction de ce chemin de fer étaient absolument épouvantables.  Les installations sanitaires et médicales étaient inférieures aux normes.  En 1892, environ 2000 personnes travaillaient sur le chemin de fer, et une moyenne de 150 travailleurs par mois ont perdu la vie à cause de la variole, de la dysenterie, du béribéri et de l’épuisement.
Vers la fin de 1892, 7000 travailleurs avaient déjà été recrutés, dont 3500 étaient morts ou avaient fui (par exemple dans les forêts voisines). Dans ces circonstances, il était plus difficile de recruter des travailleurs. Thys attira donc des gens de la Barbade et de Chine en septembre et novembre 1892. Les Barbadiens ont refusé de quitter les bateaux dans le port de Matadi jusqu’à ce qu’ils soient forcés par des armes à feu. Sept personnes laissèrent la vie dans cette action.
Ce dur labeur, dont a été témoin Joseph Conrad alors qu'il travaillait pour l'État indépendant du Congo vers 1890, est évoqué dans son roman Au cœur des ténèbres.

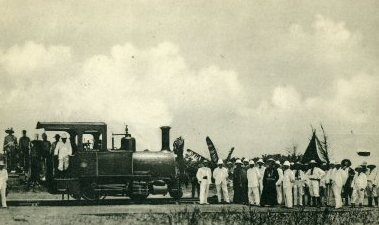
Arrivée de la première locomotive à Léopoldville en 1898

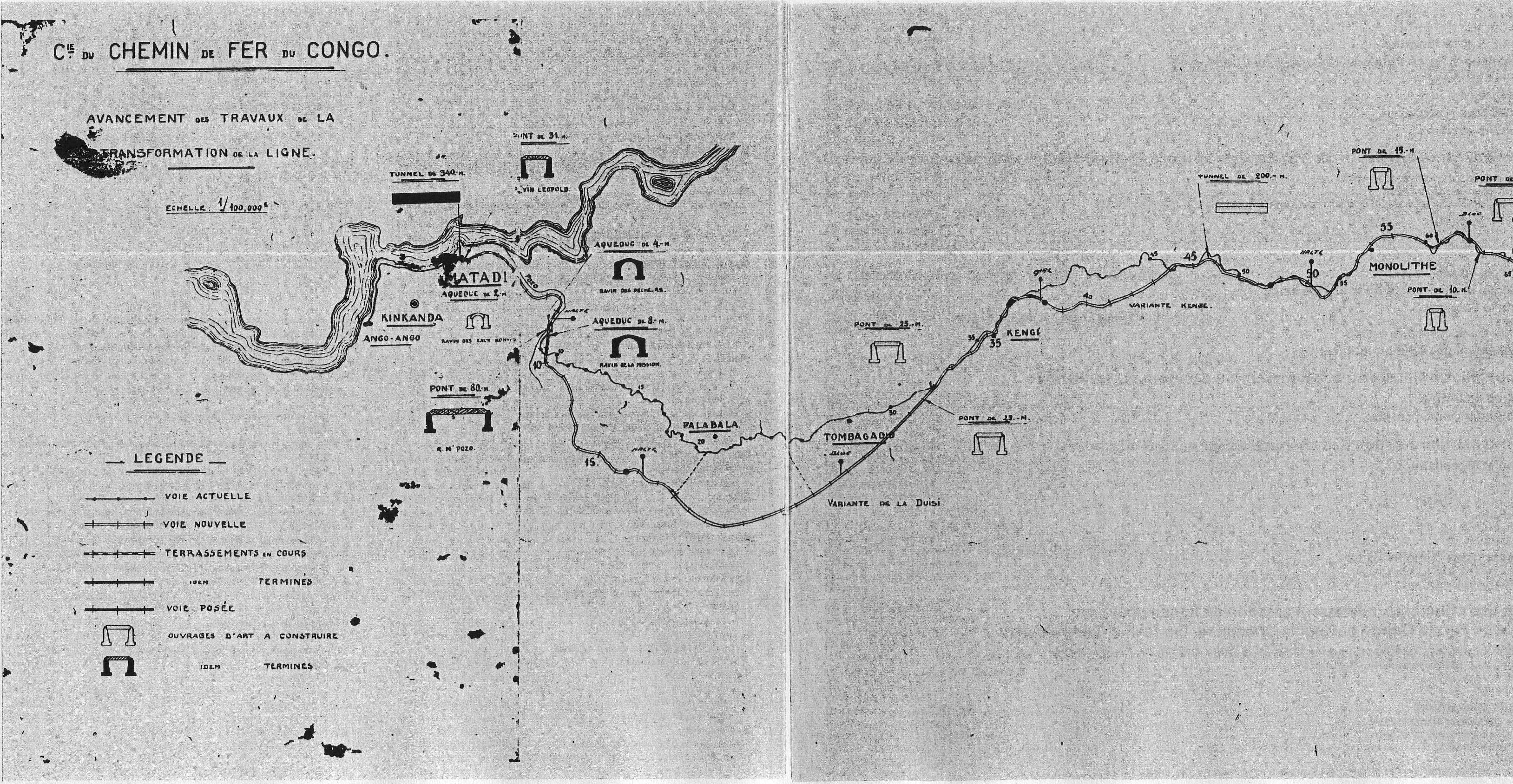
Avancement des travaux de transformation de la ligne le 25 juillet 1927.

Commencée en 1890, la ligne fut achevée en 1898. La réalisation du chemin de fer coûta la vie à 1 932 personnes (1800 noirs et 132 blancs, d'après une inscription à la gare centrale de Kinshasa). Sa mise en service marque la fin de l'ère du portage.
A l’occasion de l’inauguration de la ligne Matadi-Pool un comité organisateur s’est formé en Belgique pour l’entreprise d’un voyage de touristes . Le prix du voyage qui durait deux mois -juin, juillet- et auquel les dames étaient admises était de 3 000francs belges ( 1898) . De nombreuses escales sur la côte ouest de l’Afrique étaient prévues.

### Aménagements
Des travaux d'aménagement furent entrepris de 1923 à 1931 avec changement d'écartement et de tracé (y compris un échange de terrain, dans la région de Matadi, avec le Portugal, qui contrôlait l'Angola). Plusieurs dizaines de milliers de personnes, forçats et travailleurs réquisitionnés, furent employés pour cette rénovation. 7 000 y perdirent la vie.
Malgré les difficultés techniques et financières liées à la construction de cette ligne de chemin de fer, celle-ci s'avéra très rapidement rentable, principalement grâce à l'exploitation de l'ivoire et du caoutchouc.
|               | 1898-1932        | 1932-            |
| ------------- | ---------------- | ---------------- |
| Écartement    | 0.765 m          | 1.067 m          |
| Rails         | 21.5 kg/m        | 33.4 kg/m        |
| Charge totale | ±10 t par essieu | ±15 t par essieu |
| Longueur      | 400 km           | 366 km           |
| Pente max.    | 45‰              | 17‰              |
| Rayon min.    | 50 m             | 250 m            |

Après le changement de voie, un train express avec des voitures de la Compagnie internationale des wagons-lits (CIWL) circula entre Matadi et Léopoldville. Il fut nommé Train Blanc.

## Principales gares

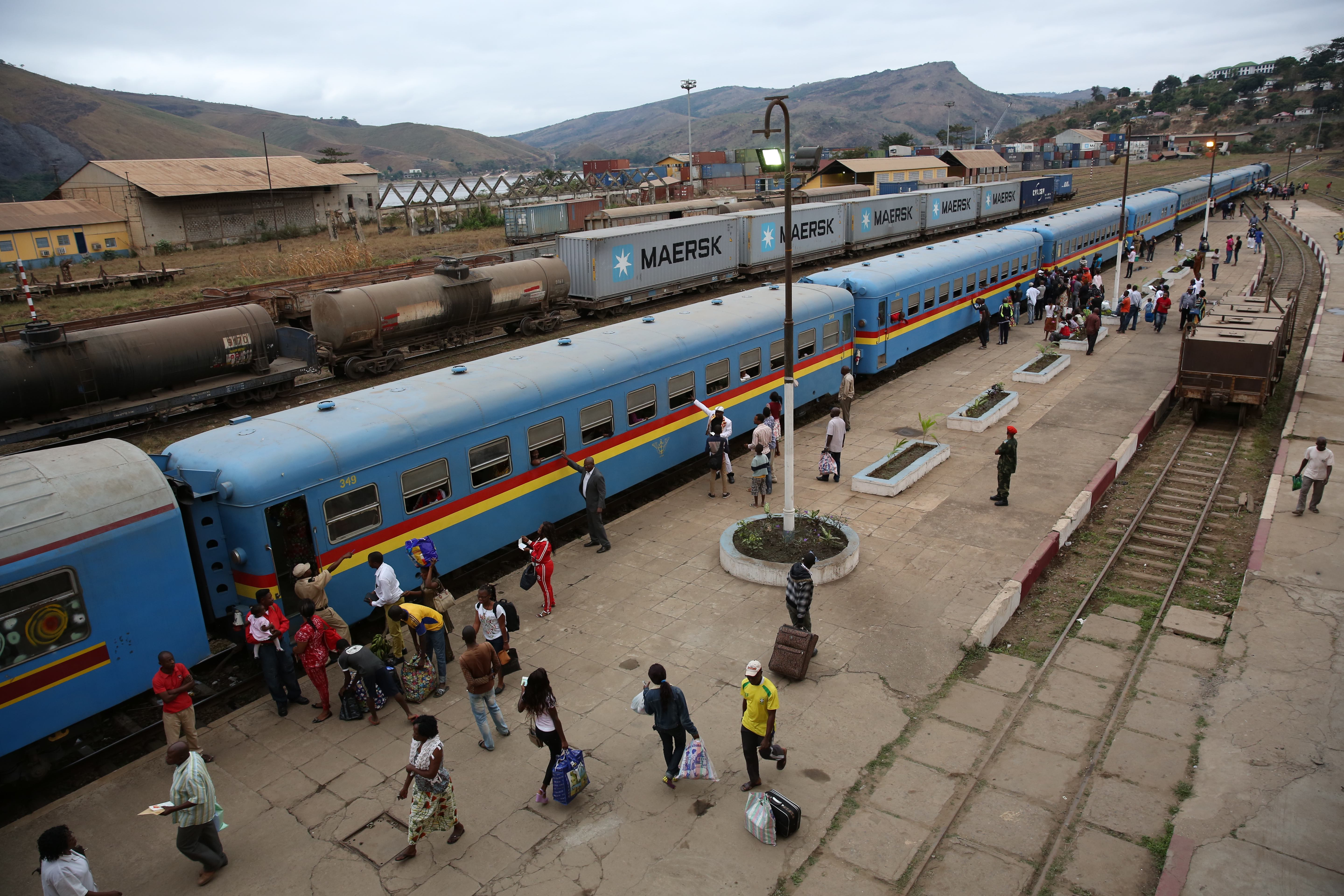
Train en gare de Matadi en 2015.

- Matadi
- Mpozo
- Kenge
- Songololo
- Mbanza-Ngungu
- Kimpese
- Lukala
- Kintanu
- Kisantu
- Inkisi
- Madimba
- Kasangulu
- Matete
- Kinshasa Est

## Actualité
La ligne de chemin de fer et le port de Matadi sont actuellement le principal lien de Kinshasa avec le monde extérieur. La réhabilitation de la route de Matadi début des années 2000 a cependant quelque peu relativisé cette situation.
La ligne est sous-exploitée et dangereuse. Le 26 novembre 2003, un train a déraillé et s'est abîmé dans le fleuve, occasionnant officiellement 10 morts. 

## Citation
« Sans chemin de fer, le Congo ne vaut pas un penny »

— Henry Morton Stanley